# أنيا هاميرسينج إدين
أنيا هاميرسينج إدين (بالنرويجية: Anja Hammerseng-Edin‏) مواليد 5 فبراير 1983 في بورشغرون، هي لاعبة كرة يد نرويجية. مثلت منتخب النرويج لكرة اليد للسيدات. حققت المركز الثاني في بطولة أوروبا لكرة اليد للسيدات 2012.

## سجل المنافسة
شاركت في البطولات التالية:
- بطولة العالم لكرة اليد للسيدات 2009
- بطولة العالم لكرة اليد للسيدات 2013
- بطولة أوروبا لكرة اليد للسيدات 2012

## الميداليات
| الميدالية | المسابقة                            |
| --------- | ----------------------------------- |
| برونزية   | بطولة العالم لكرة اليد للسيدات 2009 |
| فضية      | بطولة أوروبا لكرة اليد للسيدات 2012 |

## روابط خارجية
- أنيا هاميرسينج إدين على موقع IMDb (الإنجليزية)
- أنيا هاميرسينج إدين على موقع الاتحاد الأوروبي لكرة اليد (الإنجليزية)
- أنيا هاميرسينج إدين على موقع الاتحاد النرويجي لكرة اليد (النرويجية)